# Noel Edmonds
Noel Ernest Edmonds (Ilford, 22 dicembre 1948) è un conduttore radiofonico e conduttore televisivo britannico.
Edmonds è conosciuto come disc jockey della BBC Radio 1 nel Regno Unito. Ha condotto programmi di intrattenimento anche in televisione, come Multi-Coloured Swap Shop (1976-1982), The Late, Late Breakfast Show (1982-1986), Telly Addicts (1985-1998), Top of the Pops (1972-1979), Deal or No Deal (dal 2005), Top Gear e altre.